# Crisiona baculifera
Crisiona baculifera är en mossdjursart som beskrevs av Ferdinand Canu och Ray Smith Bassler 1928. Crisiona baculifera ingår i släktet Crisiona och familjen Crisiidae. Inga underarter finns listade i Catalogue of Life.